# Zdeněk Kučera (politik)
Zdeněk Kučera (2. dubna 1941 – 22. března 1989) byl český a československý politik Komunistické strany Československa a poslanec Sněmovny lidu Federálního shromáždění za normalizace.

## Biografie
K roku 1986 se profesně uvádí jako vedoucí dílen podniku Ve volbách roku 1986 zasedl za KSČ do Sněmovny lidu (volební obvod č. 133 - Vsetín, Severomoravský kraj). Ve Federálním shromáždění setrval do své smrti roku 1989.